# Portillo (Chili)

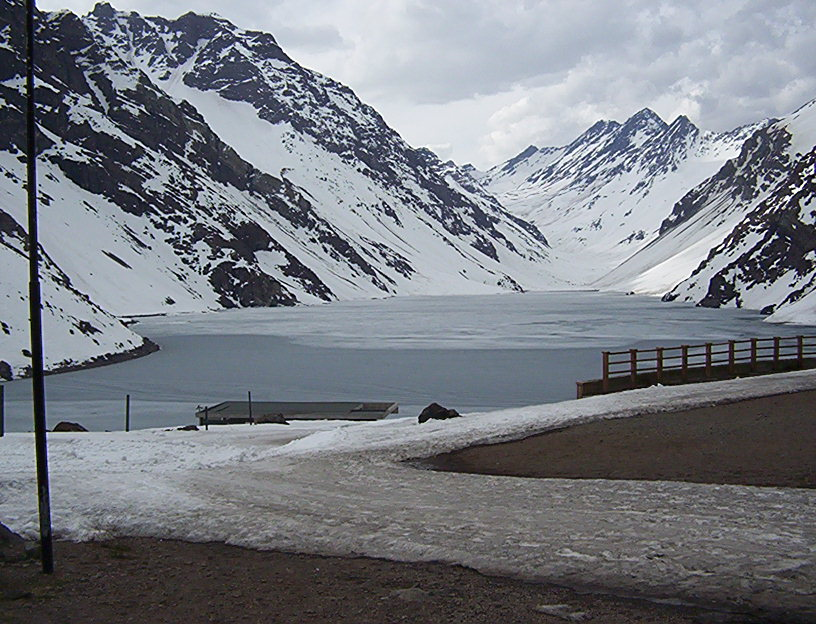
Laguna del Inca

Portillo is een wintersportgebied nabij de stad Los Andes in de Chileense provincie Los Andes in de regio Valparaíso.
Het wintersportgebied, dat zich boven de boomgrens bevindt, is een van de grootste in Zuid-Amerika. Het skiseizoen duurt hier van midden juni tot en met eind september.
Het gebied was ook gastheer van de 19e editie van de Wereldkampioenschappen alpineskiën die van 5 tot en met 14 augustus plaatsvonden. Hierna werd het skigebied ten tijde van de zomerperiode op het Noordelijk halfrond veelvuldig gebruikt als trainingslocatie voor vele skiërs, waaronder de nationale teams van Italië, Oostenrijk en de Verenigde Staten.